# Casparischer Streifen

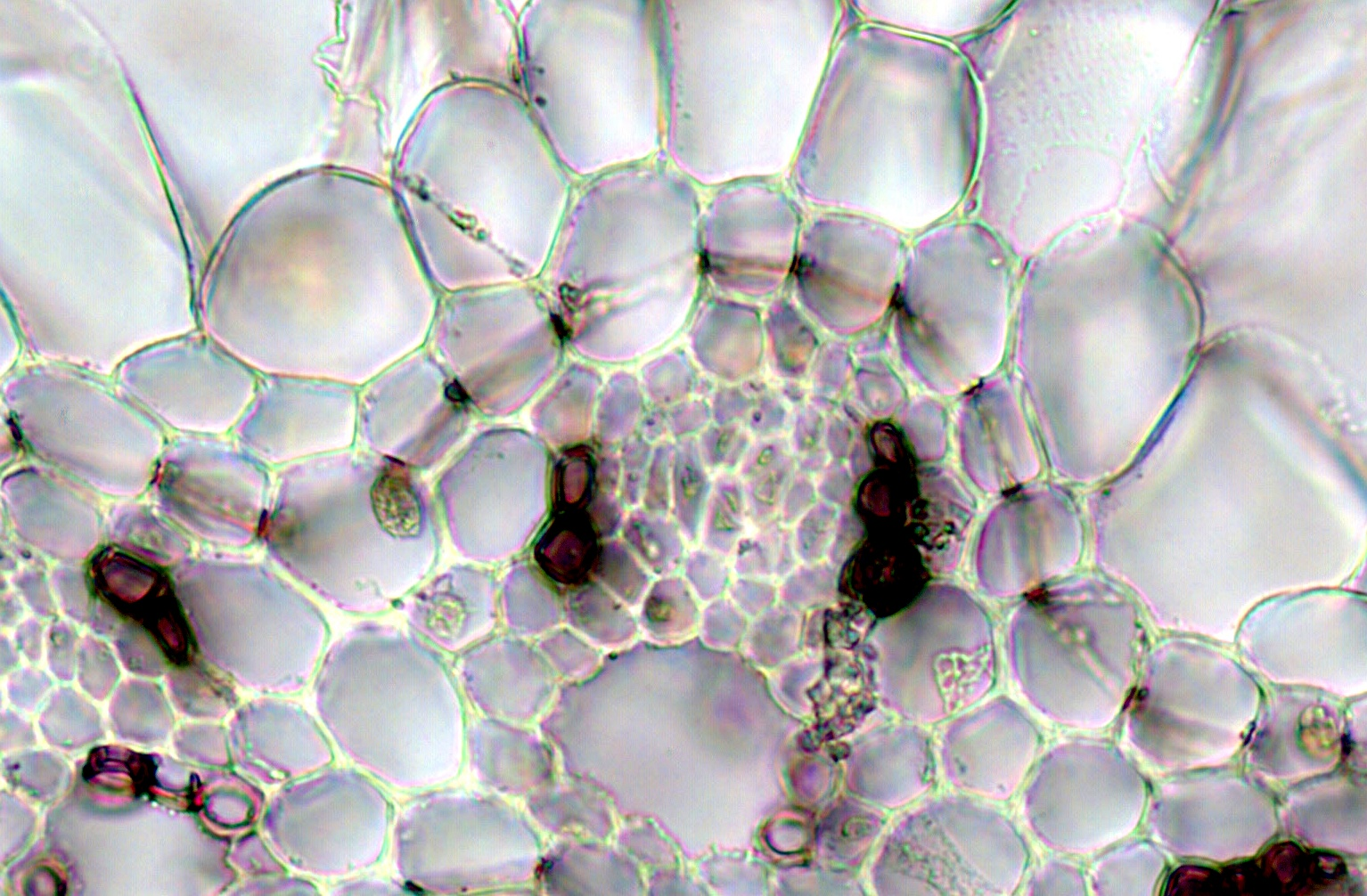
Endodermis mit Caspary-Streifen (bei Equisetum giganteum)

Der  Casparische Streifen oder Caspary-Streifen (nach dem Botaniker Robert Caspary oder Robert Caspari) befindet sich in den Zellwänden von Endodermis- und Hypodermiszellen der Wurzeln. Eine Hypodermis, die mit einem Caspary-Streifen ausgestattet ist, wird Exodermis genannt.
Der Casparische Streifen blockiert die Passage von gelösten Mineralstoffen, Wasser und Gasen durch die Zellwände und Interzellularräume in den Zentralzylinder. Der Transport im apoplastischen Raum – zwischen den Endodermiszellen hindurch – wird damit gestoppt. Auf diese Weise müssen Mineralstoffe durch die Durchlasszellen der Endodermis wandern und sind folglich der Kontrolle und Selektion des symplastischen Raumes ausgesetzt.
Im primären Zustand ist der Caspary-Streifen wenige µm breit und besteht überwiegend aus Lignin sowie aus Endodermin, einem dem Suberin ähnlichen Stoff, der sich im Inneren jeder Endodermiszelle befindet. Im sekundären Zustand lagern die meisten Zellen als sekundäre Zellwand Suberinlamellen auf. Neueste Untersuchungen zeigten, dass, trotz sekundärer und tertiärer Auflagerung in Endodermiszellen Wasser relativ ungehindert über den apoplastischen Weg in den Zentralzylinder gelangt. Gehindert werden besonders im Wasser gelöste Stoffe, wie Ionen und organische Verbindungen. Die Hauptaufgabe, welche diesen apoplastischen Barrieren zukommt, ist vor allem zu verhindern, dass aktiv in das Xylem gepumpte Ionen zurück in den Wurzelcortex fließen können. Das so aufgebaute negative Wasserpotential lässt Wasser passiv ins Xylem nachfließen. Der so aufgebaute Wurzeldruck sorgt für eine permanente Wasserversorgung. Besonders bei Monokotylen wird zusätzlich auf die äußeren und seitlichen Zellwände verholzte Cellulose aufgelagert. Dieser Zustand wird tertiäre Endodermis genannt.
Nährsalze, die sich schon im Symplast befinden, gelangen durch die Endodermiszellen in den Zentralzylinder. Das Xylem transportiert nun das Wasser und die Nährsalze aufwärts in das Sprosssystem.